# Ripi
Ripi ist eine Gemeinde in der Provinz Frosinone in der italienischen Region Latium mit 5031 Einwohnern (Stand 31. Dezember 2023). Sie liegt 94 km südöstlich von Rom und 10 km südöstlich von Frosinone.

## Geographie
Ripi liegt auf einem Hügel in der historischen Landschaft Ciociaria. Zu Ripi gehören die Ortsteile Colle Castagno und San Giovanni.
Die Nachbarorte sind: Arnara, Boville Ernica, Ceprano, Pofi, Strangolagalli, Torrice und Veroli.

## Geschichte
Die Siedlung der Volsker wurde 306 v. Chr. eine römische Kolonie. Nach der Völkerwanderungszeit wurde sie ein Zankapfel zwischen lokalen Adelsfamilien und den Bischöfen von Veroli. 1410 setzten sich schließlich die Colonna durch, die Ripi bis 1816 regierten.

## Bevölkerungsentwicklung
| Jahr      | 1881 | 1901 | 1921 | 1936 | 1951 | 1971 | 1991 | 2001 |
| --------- | ---- | ---- | ---- | ---- | ---- | ---- | ---- | ---- |
| Einwohner | 4045 | 5233 | 7127 | 7628 | 7748 | 5296 | 5333 | 5282 |

Quelle: ISTAT

## Politik
Giovanni Celli (Bürgerliste) wurde im Juni 2004 zum Bürgermeister gewählt. Seit dem 26. Mai 2014 ist Roberto Zeppieri Bürgermeister.